# Melechesh
I Melechesh sono un gruppo musicale israeliano oriental/black metal originario di Betlemme e Gerusalemme, dal 1998 tutti i membri del gruppo vivono ad Amsterdam.

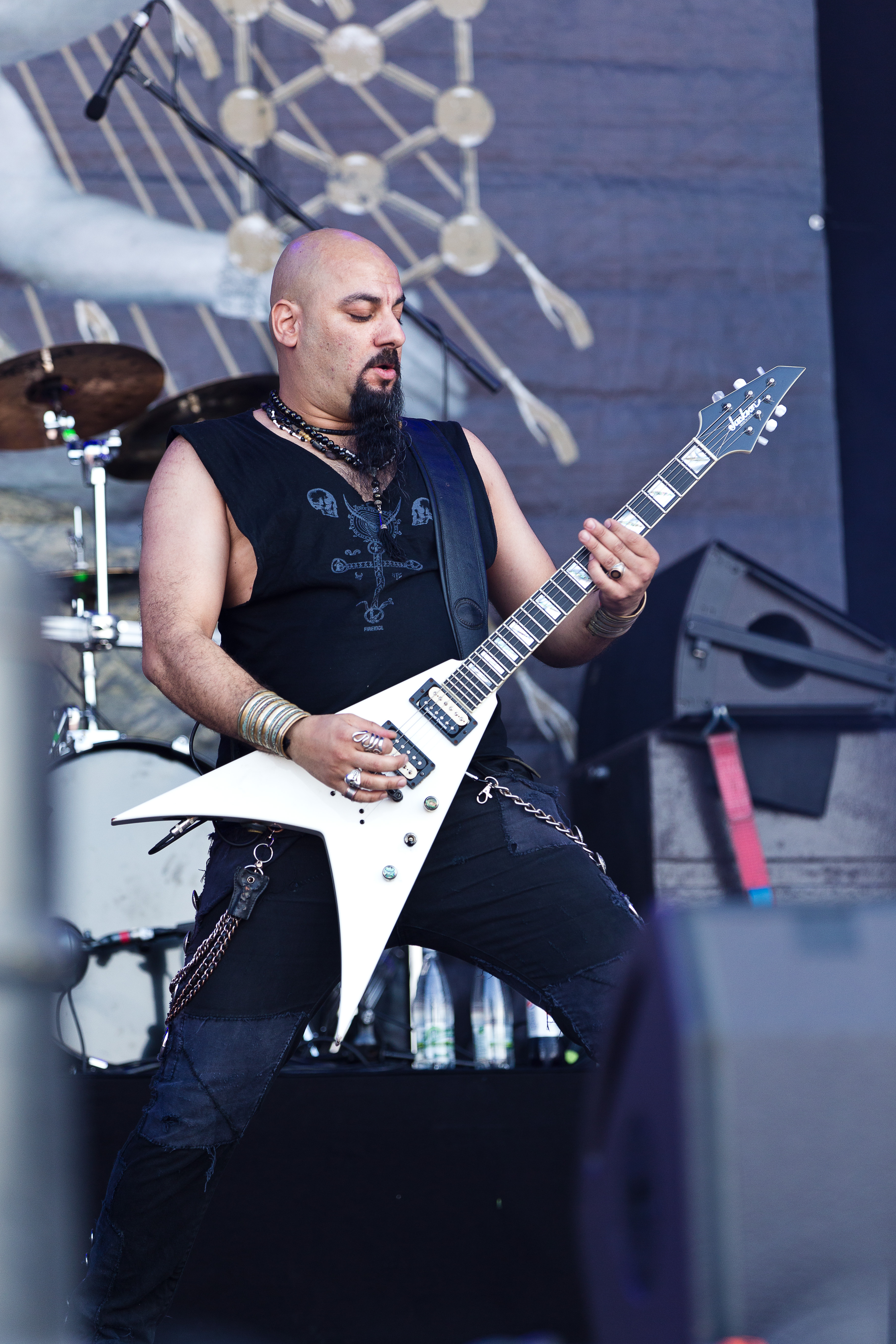
Melechesh Ashmedi al Party.San Metal Open Air 2015

## Storia del gruppo
Il progetto nacque nel 1993 come one-man-band di Melechesh Ashmedi, che negli anni seguenti reclutò il chitarrista Moloch e il batterista Lord Curse, diventando un gruppo musicale vero e proprio. 
L'uscita del loro prima EP As Jerusalem Burns... (1995) attirò su di loro l'attenzione della scena metal underground, ma anche dell'opinione pubblica. Furono anche accusati di praticare arti occulte dai giornali.
Il nucleo del gruppo è originario di Gerusalemme ma è stanziato nei Paesi Bassi.

I loro testi ed in parte il loro sound si ispirano alla mitologia sumera e, più in generale, della mitologia mesopotamica.
Hanno partecipato al tributo ai Celtic Frost Celtic Frost Tribute - Order of the Tyrants (per la Black Lotus Records) nel 2003, con la cover Babylon Fell.

## Nome
Il nome Melechesh è formato da due parole ebraiche, מלך (melech, in italiano: re) e אש (esh, in italiano: fuoco).

## Formazione

### Attuale
- Murat-George Cenan (Melechesh Ashmedi) – voce, chitarra, tastiere, pianoforte (1993-presente), basso (1996, 1998), bağlama, daf, darbuka, riq (2003-present), sitar (2010-present), Esraj, bouzouki, manjira, campane, campana tibetana (2015-presente)
- Nadim Khoury (Moloch) – chitarra, cori (1994-presente), basso (1996),  (2001-2013), bağlama, bendir, bouzouki, daf, darbuka, riq (2010-presente)
- Saro Orfali (Lord Curse) – batteria, percussioni (1994-1999, 2014-presente), cori (1995-1999)

### Turnisti
- Uroš Apat - basso
- Simon Škrlec (Nomadic Soul) - batteria (2016-presente)
- Stefan Dietz (Nomadic Soul) - chitarra (2016-presente)
- Vincent Nicholas Platte (Nocturnal Overlord) - basso (2017-presente)

### Ex componenti
- Thamuz - basso (1995)
- Uusur - basso, cori (1995-1996)
- Cimeries - tastiere (1995)
- Al Hazred - basso, cori, tastiere (1996-2008)
- Russley Randell Givens (Proscriptor McGovern) - batteria, percussioni, voce (1999-2005)
- Yuri Rinkel (Xul) - batteria, percussioni, cori (2005-2013)
- Mous Mirer (Rahm) - basso, cori (2010-2011)
- Scorpios - basso, percussioni, armonica, cori (2013-2016)
- Aybars Altay (Sirius) - chitarra (2013)
- Samuel Santiago - batteria (2014)
- Leon Nero Caufijn (Tsel) - basso(2016)

### Ex turnisti
- Geert Devenster - chitarra (2008)
- Moti Daniel (Butchered) - basso (1997)
- Mous Mirer (Rahm) - basso, cori (2007-2008, 2009-2010)
- Martin Ooms (Malak Al'Maut) - chitarra (2008-2009)
- Shandy McKay (Aethyris MacKay) - chitarra (2011)
- Gregory den Hartog - chitarra (2011)
- Scorpios - basso, cori (2012-2013)
- Matthias Trautes (Nomadic Soul) - chitarra (2012-2016)
- Michał M. Łysejko - batteria (2013-2014)
- Ralph Santolla - chitarra (2013)
- Kévin Paradis (Nomadic Soul) - batteria (2014-2016)
- Shaked Furman - batteria (2015)

## Discografia

### Album in studio
- 1996 - As Jerusalem Burns...Al'Intisar
- 2001 - Djinn
- 2003 - Sphynx
- 2006 - Emissaries
- 2010 - The Epigenesis
- 2015 - Enki

### Demo
- 1995 - As Jerusalem Burns...

### EP
- 2004 - The Ziggurat Scrolls
- 2012 - Mystics of the Pillar II

### Singoli e Split
- 1995 - The Siege of Lachish
- 1995 - Shadows of the Emissaries' Curse Tour 2008 (split con gli Immolation)